# 那覇市立さつき小学校
那覇市立さつき小学校（なはしりつ さつきしょうがっこう）は、沖縄県那覇市宇栄原1丁目にある公立小学校。

## 概要
- 本校は、金城小学校の分離校して開校した[1]。

## 沿革
- 1990年（平成2年）4月 - 金城小学校分離計画の策定[1]。
- 1995年（平成7年）7月 - 金城小学校分離校（さつき小学校）の建設計画決定[1]。
- 1997年（平成9年）3月 - この時期までに基本設計[1]。
- 1998年（平成10年）6月 - この時期までに実施設計。同月、住民説明会開催[1]。
- 1999年（平成11年）
  - 11月 - さつき小学校設置。開校準備室設置[1]。
  - 12月 - 第1回開校準備委員会開催[1]。
- 2000年（平成12年）4月5日 - 開校[2]。

## 学区
出典
- 宇栄原1丁目（全域）
- 宇栄原2丁目（全域）
- 宇栄原3丁目（全域）
- 高良3丁目（全域）
- 赤嶺1丁目（1番～3番）
- 赤嶺2丁目（1番～3番）

## 進学先中学校
- 那覇市立小禄中学校（宇栄原2丁目(1～5番・13～14番・16～17番・18番(7～34号)・19～25番)、宇栄原3丁目(1～14番・18～21番)から通う児童の主な進学先）[4]
- 那覇市立金城中学校（上記小禄中学校の通学区域を除く地域から通う児童の主な進学先）[5]

## 周辺
- 社会福祉法人わかめ福祉会認定こども園さつきこども園 - 進学前こども園で、かつ同一敷地内（2016年4月より、那覇市立幼稚園から社会福祉法人わかめ福祉会が運営する「公私連携那覇市認定こども園」に移行）[6]。
- ケアプランセンター小禄みなみ地域交流施設アピタン
- 那覇市立さつき公園
- 碧海山円星寺

## アクセス
- 那覇バス「9系統」小禄石嶺線で、「五月橋」停留所下車後、
  - 山下方面のりばから、徒歩約245m・約4分。
  - 松川方面のりばから、徒歩約265m・約4分。
- 沖縄都市モノレール沖縄都市モノレール線（ゆいレール）
  - 赤嶺駅から、徒歩約490m・約8分。
  - 旭橋駅から、上述の那覇バス9系統に乗車し、「五月橋」停留所下車後、徒歩。
- 那覇空港から、
  - ゆいレールに乗車し、赤嶺駅下車後、徒歩。
  - 車で約3.6km・約8分。